# 上野樹里
上野樹里（日语：／ Ueno Juri，1986年5月25日—），日本女演員，出生於兵庫縣加古川市。血型A型，身高167公分，2004年加入日本知名經紀公司Amuse，2022年4月1日，宣布離開Amuse，未來演藝工作將由Don-crew代理。丈夫為搖滾樂團TRICERATOPS主唱兼吉他手和田唱。

## 略歷
2000年，上野參加日本小學館出版社舉辦的Teens Fashion模特兒選拔，雖然落選，但被另一家經紀公司Will Corporation看中，開始參與廣告試鏡及演出，之後該經紀公司被Amuse吸收合併。2004年5月14日個人資料首次出現在Amuse的官網上。2001年，成為P&G Healthcare的Clearasil產品系列第三代廣告代言人，進入演藝界。
2003年，上野演出NHK的晨間連續劇《開朗家族》中三女岩田秋子的角色，開始受到注目。翌年，被拔擢主演電影《Swing Girls》，飾演主角「鈴木友子」，並以此角色獲得第28回日本電影金像獎新演員獎及每日電影獎新人獎等獎項，知名度開始在電影圈攀升。
2006年，和玉木宏雙主演富士電視台月九連續劇《交響情人夢》，為改編自同名漫畫的電視劇，上野在劇中飾演天才鋼琴手「野田惠」，更憑此角色奪得第51回日劇學院賞、東京國際戲劇節主演女優賞等獎項，並在日本及東亞地區造成一股話題，上野的人氣因而往上竄升。2007年5月，以《交響情人夢》劇中人物之名義推出單曲《屁屁體操》。12月，推出單曲《爺爺的繪畫信》（じーじのえてがみ 〜グランドファザーズ・レター〜）。
2008年，上野演出富士電視台木十連續劇《Last Friends》，以劇中飾演的「岸本瑠可」一角獲得2008年日本知名銀河賞6月分月間賞、第57回日劇學院賞助演女優賞等多項獎項的肯定。7月，演出電影由日本名導演岩井俊二擔任監製的《虹之女神》，編劇櫻井亞美在部落格提到，片中追加鏡頭的部分由上野樹里擔任導演，此亦是上野第一次擔任導演的工作。同年10月2日至4日，為宣傳電影《咕咕貓》，與導演犬童一心一起參加韓國釜山國際電影節，在當地受到了極大的歡迎。11月26日，獲選為日本《VOGUE》雜誌所選出的2008年日本年度女性之一，共有九人獲獎。12月，《交響情人夢》繼2006年的電視劇及2008年初的特別篇後，宣布2009年開拍電影版，分成兩部在2009年12月及2010年春天上映。
2009年9月，上野主演WOWOW台的短篇日劇《上野樹里與5個包》，以「包包」為關鍵字，每集各飾演一個角色，各搭配不同的導演和腳本家，演出5種風格迥異的短篇故事。另外上野也親自作曲並演唱了本劇的片尾曲。
2011年，上野主演NHK大河劇《江～公主們的戰國～》，飾演主角江，此劇為上野首次演出時代劇。10月31日，到台灣宣傳《江～公主們的戰國～》。
2013年演出電影《向陽處的她》，與松本潤首度共演，日本當地票房紀錄（至2014年1月）達17.9億日圓 。2014年主演TBS週五連續劇《愛麗絲之棘》，是上野睽違小螢幕3年的作品，也是相隔7年再度演出TBS電視劇。
2015年1月演出連續劇《無間雙龍》，參與演出南韓電影《愛上變身情人》，2016年1月演出連續劇《家族的形式》。
2018年上野樹里婚後復出，在夏季日劇《好醫生》扮演熱血女醫師，出色演技大獲觀眾好評。且該劇首播就開出11.5% 的收視率破該時段四年記錄,憑該劇獲得第98回日劇學院賞最佳女配角獎。
2019年主演富士電視台「令和」後首部「月9」劇《監察醫朝顏》，此次也是是上野繼《交》劇之後，相隔13年再度主演「月九」劇集。劇集改編自同名漫畫，上野飾演一名法醫，該劇平均收視12.47%，為夏季档日剧的收视率冠军。2020年3月富士電視台宣布開拍第二季，第三季。
2022,離開約滿效力18年的事務所 Amuse,自立門戶，出演Neflix《檜山健太郎懷孕了》

## 人物
- 家中有父親及兩個姐姐，母親在上野中學時因病過世。大姐為DJ上野早織（日语：DJ SAORI），以「DJ SAORI」的名義進行活動，二姐為創作歌手上野麻奈（日语：上野まな）。上野樹里就讀日出高等学校中途由普通科改以函授制接續學業。從幼稚園到小學學習鋼琴，其後因拍攝電影《Swing Girls》學習薩克斯風。求學時期擅長短跑。平常說話是關西腔。憧憬的女性是「能解決他人煩惱、給人元氣的人」。
- 2016年4月，《日刊體育》報導上野與搖滾樂團「TRICERATOPS（日语：TRICERATOPS）」主唱兼吉他手和田唱（日语：TRICERATOPS#メンバー）以結婚為前提交往的消息[15]，經紀公司並未否認[16]。上野此前原本為TRICERATOPS（日语：TRICERATOPS）歌迷，曾多次前往觀賞他們的現場表演，2015年的秋天因友人介紹而開始交往；2016年5月26日，上野與和田唱透過經紀公司結婚入籍，並聯名發表聲明宣布此事[17][18]。

## 戲劇演出

### 電視劇
| 劇名                                       | 電視台       | 日本首播日期                    | 角色                                                                          |
| ------------------------------------------ | ------------ | ------------------------------- | ----------------------------------------------------------------------------- |
| 生存～LifE～                               | NHK          | 2002年2月11日                   | 武田佐和子                                                                    |
| 和婆婆一起                                 | 富士         | 2003年1月7日－ 2003年3月11日    | 松井香織                                                                      |
| 開朗家族                                   | NHK          | 2003年9月29日－ 2004年3月27日   | 岩田秋子 （開朗家族之三女）                                                   |
| 毛骨悚然撞鬼經驗「迎面錯過的紊亂者」       | 富士         | 2004年3月6日                    | 内山繪理（主演）                                                              |
| Orange Days                                | TBS          | 2004年4月11日－ 2004年6月20日   |                                                                               |
| 再見小津先生                               | 富士         | 2004年11月26日                  |                                                                               |
| 為了即將到來的那天                         | 富士         | 2005年5月6日                    | 秋月惠美                                                                      |
| 飆風引擎                                   | 富士         | 2005年4月18日－ 2005年6月27日   | 星野美冴                                                                      |
| 金田一少年事件簿 吸血鬼傳說殺人事件        | NTV          | 2005年9月24日                   | 七瀨美雪                                                                      |
| 折翼天使 第四夜「SLOT」                    | 富士         | 2006年3月2日                    | 下条涼子（主演）                                                              |
| 我們的戰爭                                 | TBS          | 2006年9月17日                   | 鴨志田南                                                                      |
| 交響情人夢                                 | 富士         | 2006年10月16日－ 2006年12月25日 | 野田惠（主演）                                                                |
| 真愛開玩笑                                 | TBS          | 2007年4月15日－ 2007年6月24日   | 高村繪戀（女主角） （圭太的妻子）                                             |
| 櫻桃小丸子 20年後的同窗會 SP               | 富士         | 2007年7月12日                   | 長大後的小丸子                                                                |
| 交響情人夢 SP                              | 富士         | 2008年1月4日－ 2008年1月5日     | 野田惠（主演）                                                                |
| 人生補時 第4節 「護士篇」                  | 富士         | 2008年2月23日                   | 松永由紀子（主演）                                                            |
| 櫻桃小丸子 最終回 SP                       | 富士         | 2008年2月28日                   | 長大後的小丸子                                                                |
| Last Friends                               | 富士         | 2008年4月10日－ 2008年6月26日   | 岸本瑠可                                                                      |
| 上野樹里與5個包                            | WOWOW        | 2009年9月3日                    | （主演） 第一回 第二回 美由紀 第三回 美鈴 第四回 上野樹里（本人） 第五回 日向 |
| 無法坦誠相對                               | 富士         | 2010年4月15日－ 2010年6月24日   | 水野月子／春（與瑛太雙主演）                                                  |
| 江～公主們的戰國～                         | NHK          | 2011年1月9日－ 2011年11月27日   | 江（主演）                                                                    |
| 愛麗絲之棘                                 | TBS          | 2014年4月11日－ 2014年6月13日   | 水野明日美（主演）                                                            |
| 無間雙龍                                   | TBS          | 2015年1月16日－ 2015年3月20日   | 日比野美月                                                                    |
| Secret Message                             | 韓國網路劇   | 2015年11月2日－ 2015年11月20日  | 遙香                                                                          |
| 家族的形式                                 | TBS          | 2016年1月17日－ 2016年3月20日   | 熊谷葉菜子                                                                    |
| 好醫生                                     | 富士         | 2018年7月12日－ 2018年9月13日   | 瀬戸夏美                                                                      |
| 監察醫 朝顏                                | 富士         | 2019年7月8日－ 2019年9月23日    | 万木朝顔（主演）                                                              |
| 忒修斯之船                                 | TBS 日曜劇場 | 2020年1月19日－ 2020年3月22日   | 田村由紀（特別出演）                                                          |
| 監察醫 朝顏 第2季                          | 富士         | 2020年11月2日－ 2021年3月22日   | 万木朝顔（主演）                                                              |
| 持續可能的戀愛？～父親與女兒的結婚進行曲～ | TBS          | 2022年4月19日－ 2022年6月21日   | 澤田杏花（主演）                                                              |
| 檜山健太郎懷孕了                           | Netflix      | 2022年4月21日                   | 瀨戶亞季                                                                      |

### 電影
| 片名                     | 日本/台灣上映日期                                                          | 導演       | 角色                   |
| ------------------------ | -------------------------------------------------------------------------- | ---------- | ---------------------- |
| Jose與虎魚們             | 日本於 2003年12月13日上映                                                  | 犬童一心   | 香苗                   |
| 七夕之夏                 | 日本於 2004年4月17日上映                                                   | 佐佐部 清  | 杉山真理               |
| Swing Girls              | 日本於 2004年9月11日上映                                                   | 矢口史靖   | 鈴木友子（主演）       |
| 烏龜游泳意外迅速         | 日本於 2005年7月2日上映 台灣於 2008年11月7日上映                           | 三木聰     | 片倉麻雀（片倉スズメ）（主演）   |
| 夏日時光機               | 日本於 2005年9月3日上映                                                    | 本廣克行   | 柴田春華               |
| 冷笑大天使               | 日本於 2006年7月15日上映                                                   | 小田一生   | 司城史緒（主演）       |
| 沒有出口的海             | 日本於 2006年9月16日上映                                                   | 佐佐部清   | 鳴海美奈子             |
| 幸福的開關               | 日本於 2006年10月14日上映                                                  | 安田真奈   | 稻田怜（主演）         |
| 虹之女神                 | 日本於 2006年10月28日上映 台灣於 2007年10月26日上映                        | 熊澤尚人   | 佐藤葵                 |
| 愛上July 24大道          | 日本於 2006年11月3日上映                                                   | 村上正典   | 神林惠                 |
| 奈緒子                   | 日本於 2008年2月16日上映 台灣於 2009年9月25日上映                          | 古廄智之   | 篠宮奈緒子（主演）     |
| 功夫小子                 | 日本於 2008年3月29日上映                                                   | 小田一生   | 回轉壽司店店員（客串） |
| 咕咕貓                   | 日本於 2008年9月6日上映 台灣於 2009年7月24日上映                           | 犬童一心   | （Naomi）              |
| 十歲小媽媽               | 日本於 2008年9月27日上映                                                   | 萩生田宏治 | 酒吧媽媽桑（客串）     |
| 殺手·婚禮之路            | 日本於 2009年9月12日上映                                                   | 岸谷五朗   | （主演）               |
| 交響情人夢 最終樂章 前篇 | 日本於 2009年12月19日上映 台灣於 2010年3月5日上映                          | 武内英樹   | 野田惠（主演）         |
| 交響情人夢 最終樂章 後篇 | 日本於 2010年4月17日上映 台灣於 2010年5月28日上映                          | 武内英樹   | 野田惠（主演）         |
| 向陽處的她               | 日本於 2013年10月12日上映 台灣於 2013年12月6日上映                         | 三木孝浩   | 渡來真緒               |
| 愛上變身情人             | 南韓於 2015年8月20日上映 台灣於 2015年9月11日上映 日本於 2016年1月22日上映 | 白宗烈     | 金禹鎮                 |
| 青空吶喊                 | 日本於 2016年8月20日上映                                                   | 三木孝浩   | 杉村容子               |
| お父さんと伊藤さん       | 日本於 2016年10月8日上映                                                   | タナダユキ | 山中彩（主演）         |
| 鄰人X：謎樣的女子        | 2023年12月15日上映                                                         | 熊澤尚人   | 柏木良子               |

### 配音
- Dedicato a una stella（最後一場演奏會）（ラストコンサート）2004年
 1976年的義大利電影，2004年發行日本版 DVD，為電影中的 Stella 配音
- Hoodwinked!（kuso小紅帽）（リトル·レッド レシピ泥棒は誰だ!?）2007年
 為電影日本版的小紅帽配音
- 狗狗物語2 　　2008年7月25日發行DVD
 旁白解說

## 電視節目

### 特輯
- 2007.2.13 （NHK電視台）
- 2007.5.27　情熱大陸（TBS電視台）
- 2008.3.1　地球46億年冒險之旅 - 非洲大地溝帶篇（地球46億年冒険の旅 アース・オデッセイ“地球とは何だ!?”）（TBS電視台）
- 2009.3.20　高畫質特輯　上野樹里印度行（　BShi）（NHK電視台）
- 2012.3.25　上野樹里之行！櫻花前線大追蹤 ~ 從喜馬拉雅到日本列島5,400公里的櫻之路 (上野樹里が行く！桜前線大追跡 ヒマラヤから日本列島5,400キロの桜ロード) (東京電視台)

### 其他
- 2008.2.24　（CBC）
- 2009.1.4～ 每週日11：00～11：25（日本時間）（負責Title background＆Opening message的部份）（東京電視台）[20]
- 2010年9月11日　MBC電視台《我們結婚了》（with紅薯夫婦鄭容和、徐玄）

## 出版品

### DVD
- 「上野樹里 ao akua（」　2009年1月23日發行 
（ASIN： B001JL3H1I　　Amuse Soft Entertainment, Inc）

### CD
- 屁屁體操（おなら体操）（2007年5月23日　EPIC RECORDS）
  - 收錄屁屁體操（上野樹里主唱）、戀之 G Cup（恋のGカップ）、普莉語呂太之歌等歌曲。
- 爺爺的繪畫信 ）（2007年12月5日　AZZL-10005）Aer-born
- 爺爺的繪畫信 [CD+DVD] 　[CD+DVD] 
（2008/10/15 　ASCM-6031）
- 笑颜之花  （2010/06/30   ASCM-6087）

### 書籍
- JURI first―上野樹里写真集（2004年、講談社 發行）木村晴 攝影　ISBN 4-06-364603-3
- A PIACERE―上野樹里 PHOTO BOOK（2006年12月6日、株式会社ワニブックス 發行）渋谷健太郎 攝影　ISBN 4-8470-2966-6
- 「JURI -ao akua-」－上野首本親自參與撰文的寫真集（2009年1月23日、ゴマブックス株式会社　發行 ISBN 4-7771-1218-7）
- ものづくりの楽しさ発見！　上野樹里とナニカをツクル旅 － 和高崎卓馬導演共同創作（2012年4月12日、マガジンハウス　發行 ISBN 4-8387-2421-7）

### 連載專欄
- （已完結）

## 音樂錄影帶
- （Crazy Ken Band）（2002年）
- 竹內瑪莉亞　「返信」（2006年）

## 獎項
2004年度
- 第28回日本電影金像獎 新人俳優賞《Swing Girls》
- 第59回每日電影獎Sponichi Grand Prix 新人賞《七夕之夏》、《Swing Girls》
- 第26回橫濱電影節最優秀新人賞《Swing Girls》、《Jose與虎魚們》、《七夕之夏》[21]

2006年度
- 第51回日劇學院賞 主演女優賞《交響情人夢》

2007年度
- 黃金飛翔獎（Élan d'or賞） 新人賞《虹之女神》、《交響情人夢》

2008年度
- 第12回日刊體育日劇大賞 讀者投票 春季日劇．助演女優賞《Last Friends》
- 第2回日劇年度大賞 最佳女配角《Last Friends》
- 第57回日劇學院賞 助演女優賞《Last Friends》
- MTV STUDENT VOICE AWARDS 2008（SVA）最優秀女優賞[22]
- 東京國際戲劇節 主演女優賞《交響情人夢 SP》、《Last Friends》
- VOGUE NIPPON Women of the Year 2008[23]

2009年度
- 《TV LIFE》雜誌 助演女優賞《Last Friends》
- 第17回橋田賞 新人賞
- 第12屆日刊體育日劇大賞 讀者投票 助演女優賞 《Last Friends》[24]

2018年度
- 第98屆日劇學院賞 助演女優賞《Good Doctor》

2019年度
- 第17屆CONFiDENCE日劇大獎 主演女優賞《監察醫 朝顏》[25]

## 外部連結
- .   [2007-04-14]. （原始内容存档于2017-10-14）.（日語）
- 官方檔案（页面存档备份，存于） - Amuse（日語）
- 官方网站（页面存档备份，存于）
- 樹里ツイ的X（前Twitter）（日語）
- JURI的Instagram帳戶（日語）
- 上野樹里在互联网电影资料库（IMDb）上的資料（英文）